# Wuzzle
Wuzzle (ang. Wuzzles, 1985) – pierwszy serial animowany wytwórni The Walt Disney Company, składający się z 13 odcinków, powstały w roku 1985. Emitowany był w paśmie niedzielnej wieczorynki od 25 września 1988 roku na antenie TVP1. Premierowa emisja serialu odbyła się 1 czerwca 1988 roku z okazji Międzynarodowego Dnia Dziecka.

## Bohaterowie
- Trąbel (ang. Eleroo) – połączenie kangura i słonia. Niezdarny, ale przyjacielski. Zbiera przedmioty, które inni uznają za bezużyteczne.
- Hipka (ang. Hoppopotamus) – połączenie królika i hipopotama. Marzy o zostaniu gwiazdą – aktorką, piosenkarką albo primabaleriną.
- Bąbel (ang. Bumblelion) – połączenie lwa i trzmiela. Ma naturę przywódcy.
- Pysia (ang. Butterbear) – połączenie niedźwiedzia i motyla. Delikatna i wrażliwa. Jej pasją jest uprawianie ogródka.
- Bajer (ang. Rhinokey) – połączenie małpy i nosorożca. Wyjątkowo złośliwy, uwielbia robić żarty swoim przyjaciołom.
- Niuniek (ang. Moosel) – połączenie foki i łosia. Bojaźliwy.
- Krok (ang. Croc) – połączenie krokodyla i dinozaura. Antagonista głównych bohaterów. Żarłoczny i chciwy.
- Personel (ang. Flizard) – połączenie żaby i jaszczurki, kompan Kroka.
- Brat – połączenie dzika i smoka, kompan Kroka. Nie potrafi mówić. Zamiast tego porozumiewa się przy pomocy warczenia i burczenia.

## Obsada głosowa
- Bill Scott –
  - Niuniek
  - Brat
  - różne role
- Stan Freberg – narrator
- Henry Gibson – Trąbel
- Jo Anne Worley – Hipka
- Brian Cummings –
  - Bąbel,
  - Personel
- Kathleen Helppie-Shipley – Pysia
- Alan Oppenheimer –
  - Bajer
  - Krok
  - pan Packcat
- Tress McNeille – pani Pedigree

## Wersja polska
Wersja polska: Studio Opracowań Filmów w Warszawie

Reżyser: Maria Piotrowska

Tekst: Elżbieta Kowalska

Przekład piosenki: Anira i Filip Łobodzińscy

Dźwięk:
- Alina Hojnacka-Przeździak (odc. 1),
- Ryszard Żórawski (odc. 9)

Montaż:
- Danuta Sierant (odc. 1-4, 7-11),
- Gabriela Turant-Wiśniewska (odc. 5-6, 12-13)[1]

Kierownik produkcji: Jan Szatkowski

W wersji polskiej udział wzięli:
- Andrzej Arciszewski – Trąbel
- Zofia Gładyszewska – Hipka
- Zbigniew Poręcki – 
  - Bąbel,
  - Brat
- Hanna Kinder-Kiss – 
  - Pysia,
  - mały Bygil (odc. 1),
  - klapserka na planie filmu Jak zdobywano Wuzzlandię (odc. 2)
- Emilian Kamiński – Bajer
- Henryk Talar – Niuniek
- Mariusz Leszczyński – Krok
- Mirosław Wieprzewski – 
  - Personel,
  - kogutopies (odc. 2),
  - dubler wielkiej gwiazdy (odc. 2),
  - Steven Świstberg (odc. 2),
  - kelnerka w Obiadodajni (odc. 3),
  - szef firmy zwalczającej robale (oprócz ostatniej kwestii; odc. 9),
  - właściciel sklepu ze zwierzętami (odc. 10),
  - Tranzystor (odc. 10),
  - właściciel kopalni (odc. 11)
- Tadeusz Borowski – 
  - narrator,
  - Studnia Życzeń (odc. 8),
  - konferansjer show Hipki (odc. 8)
- Henryk Łapiński –
  - Super Pirat (odc. 7),
  - instruktor kursu tańca (odc. 9),
  - Mistrz Baletko (odc. 10),
  - pirat #2 (odc. 11),
  - Król Tubylców (odc. 11)

- Aleksander Gawroński – polarnica #1 (odc. 9)

Piosenkę tytułową śpiewał: Emilian Kamiński
Lektor: Tadeusz Borowski

## Spis odcinków
| N/o            | Polski tytuł                       | Angielski tytuł                     |
| -------------- | ---------------------------------- | ----------------------------------- |
|                |                                    |                                     |
| SERIA PIERWSZA |                                    |                                     |
|                |                                    |                                     |
| 01             | Piknik                             | Bulls of a Feather                  |
|                |                                    |                                     |
| 02             | Hollywuz                           | Hooray for Hollywuz                 |
|                |                                    |                                     |
| 03             | Ach te pieniądze                   | In the Money                        |
|                |                                    |                                     |
| 04             | Wejście Crocka                     | Crock Around the Clock              |
|                |                                    |                                     |
| 05             | Potwory Niuńka                     | Moosel’s Monster                    |
|                |                                    |                                     |
| 06             | Rajdowcy                           | Klutz on the Clutch                 |
|                |                                    |                                     |
| 07             | W lesie bladego strachu            | Bumblelion and the Terrified Forest |
|                |                                    |                                     |
| 08             | Studnia życzeń                     | Eleroo’s Wishday                    |
|                |                                    |                                     |
| 09             | Jak w westernie                    | Ghostrustlers                       |
|                |                                    |                                     |
| 10             | Nie rób drugiemu, co tobie niemiłe | A Pest of a Pet                     |
|                |                                    |                                     |
| 11             | Pierwszy dzień wakacji             | The Main Course                     |
|                |                                    |                                     |
| 12             | Doroczne przyjęcie                 | Class Dismissed                     |
|                |                                    |                                     |
| 13             | Bal przebierańców                  | What’s Up, Stox?                    |
|                |                                    |                                     |